# پایان جنگ جهانی دوم در اروپا

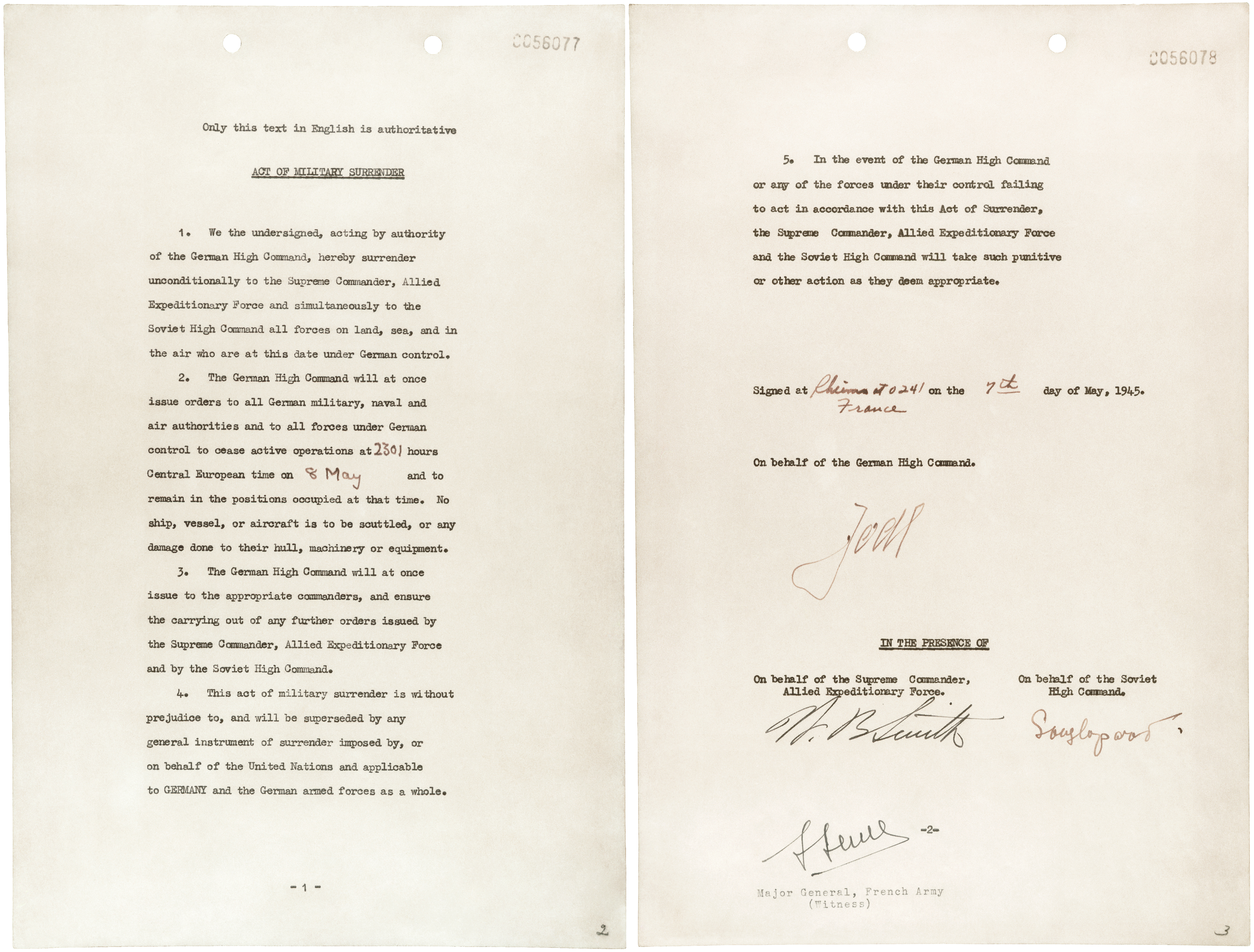
سندتسلیم2022 امضا شده در ریمز، ۷ مه ۱۹۴۵

نبردهای پایانی تئاتر اروپایی جنگ جهانی دوم پس از تسلیم قطعی آلمان نازی به متفقین ادامه یافت که توسط فیلد مارشال ویلهلم کایتل در ۸ مه ۱۹۴۵ در کارلشورست برلین امضا شد.

## جدول زمانی تسلیم و مرگ و میرها
نیروهای متفقین شروع به اسیر کردن تعداد زیادی از نیروهای محور کردند: در ماه آوریل ۱۹۴۵ تعداد کل اسیران در جبهه غرب که توسط متفقین غربی به اسارت درآمدند ۱۵۰۰۰۰۰ نفر بودند. در همان ماه آوریل در آخرین مبارزه تعداد حداقل ۱۲۰۰۰۰ سرباز آلمانی توسط متفقین غربی در آخرین نبرد جنگ در ایتالیا به اسارت درآمدند. در سه یا چهار ماه تا پایان ماه آوریل بیش از ۸۰۰۰۰۰ سربازان آلمانی در جبهه شرقی تسلیم شدند. در اوایل ماه آوریل برای اولین بار متفقین-اداره رینوزنلاجرز (Rheinwiesenlagers) در غرب آلمان تأسیس شد تا به محلی برای نگه‌داری از صدها هزار نفر از دستگیر یا تسلیم شدگان نیروهای محور باشد. ستاد عالی نیروهای اعزامی متفقین (SHAEF) همه زندانیان را به عنوان نیروهای دشمن خلع سلاح شده طبقه‌بندی نمود و نه با عنوان اسرای جنگی. این طبقه‌بندی برای دور زدن حقوقی کنوانسیون ژنو سال ۱۹۲۹ برای مراقبت از جنگجویان پیشین انجام شد. تا اکتبر، هزاران نفر بر اثر گرسنگی و قرار گرفتن در معرض بیماری جان خود را از دست دادند.
اردوگاه‌های کار اجباری و پناهندگان: سربازان متفقین در آخرین ماه‌های جنگ و بلافاصله پس از آن تعدادی از اردوگاه‌های کار اجباری و بیگاری آلمان نازی را کشف کردند که مسئول مرگ حدود ۱۱ میلیون نفر بودند. شش میلیون نفر از قربانیان یهودی بودند (در سال ۱۹۴۵) رومانیایی‌ها، اسلاوها، همجنسگرایان، و اقلیت‌های مختلف و افراد معلول و همچنین دشمنان سیاسی رژیم نازی (به خصوص کمونیست‌ها) باقی پنج میلیون نفر قربانی را تشکیل می‌دادند.
آلمان فنلاند را ترک کرد: در ۲۵ آوریل ۱۹۴۵ ارتش فنلاند توانست آخرین آلمانی‌ها را از فنلاند بیرون براند؛ که در نتیجه آن نیروهای آلمانی به نروژ عقب‌نشینی کردند.
مرگ موسولینی: در ۲۷ آوریل سال ۱۹۴۵ نیروهای متفقین به نزدیکی میلان رسیدند و دیکتاتور بنیتو موسولینی توسط پارتیزان‌های ایتالیایی دستگیر شد. در این مناقشه او در تلاش برای فرار از ایتالیا به سوئیس به همراه یک گردان ضدهوایی آلمانی بود (که احتمالاً جاده‌ای را اشتباه رفتند). در ۲۸ آوریل، موسولینی در جیالیانو (محله‌ای از مزگرا اعدام شد)، دیگر فاشیست‌های دستگیرشده همراه او به دونگو برده شدند و در آنجا اعدام شدند. بدن کشته‌شدگان به میلان برده شد و در پیازاله شهر آویزان شدند. در ۲۹ آوریل، رودولفو گراتزیانی تمام فاشیست ایتالیایی را تسلیم نیروهای مسلح حاضر در کسرتا کرد. این شامل گروه لیگوریا ارتش بود. گراتزیانی وزیر دفاع موسولینی جمهوری اجتماعی ایتالیا بود.
مرگ هیتلر: در ۳۰ آوریل ۱۹۴۵ میلادی، نبرد برلین درست به بالای سر هیتلر رسید؛ هیتلر متوجه بود که همه چیز را از دست داده و مایل نبود به سرنوشت موسولینی دچار شود. او در پناهگاه فروربانکر خود همراه با اوا براون شریک طولانی او که در آن زمان به مدت ۴۰ ساعت با او ازدواج کرده بود خودکشی کرد.#cite_note-FOOTNOTEBeevor2002342-5 هیتلر با دستور خود هرمان گورینگ و وزیر کشور هاینریش هیملر که هر کدام جداگانه سعی در کنترل و به دست گرفتن امور کشور در حال شکست رایش سوم را داشتند، از کار برکنار کرد. هیتلر جانشینان خود را به ترتیب زیر منصوب نمود: گروب آدمیرال کارل دونیتس به عنوان جدید رئیس‌جمهور رایش ("رئیس جمهور آلمان") و جوزف گوبلز را به عنوان صدراعظم جدید آلمان. اما گوبلز روز بعد خودکشی کرد و دونیتس را به عنوان تنها رهبر آلمان تنها گذاشت.
تسلیم نیروهای آلمانی در ایتالیا: در ۲۹ آوریل یک روز قبل از مرگ هیتلر، ژنرال اس اس کارل ولف سند تسلیم را در کاخ کاسرتا از طرف ژنرال فون ویتینگف امضا کرد. امضای این سند پس از مذاکرات محرمانه طولانی بدون مجوز با متفقین غربی امضا شد. این مذاکرات با سوء ظن فراوان توسط اتحاد جماهیر شوروی دنبال می‌شد که خود سعی در رسیدن به یک طرح صلح جداگانه داشت. در این سند «کارل ولف» آتش‌بس و تسلیم همه نیروهای تحت فرمان ویتینگف را در ساعت ۲ بعدازظهر روز ۲ مه ۱۹۴۵ میلادی پذیرفت. بر این اساس پس از چند کشمکش تلخ بین «کارل ولف» و آلبرت کسلرینگ در ساعات اولیه روز ۲ مه ۱۹۴۵ حدود یک میلیون نفر در ایتالیا و اتریش بدون قید و شرط، خود را تسلیم ژنرال بریتانیایی هارولد الکساندر کردند.
تسلیم نیروهای آلمانی در برلین: نبرد برلین در ۲ مه ۱۹۴۵ میلادی به پایان رسید. در آن روز ژنرال هلموت وایدلینگ فرمانده مدافع شهر برلین بود، که بدون قید و شرط، شهر برلین را به کلی به واسیلی چوئیکوف از ارتش شوروی تسلیم کرد. در همان روز فرماندهان دو ارتش از ارتش ویستولا در شمال برلین (ژنرال کورت فون تیپلسکیرش فرمانده ارتش بیست و یکم و ژنرال هاسو فون مانتویفل فرمانده ارتش سوم زرهی آلمان) خود را تسلیم نیروهای متفقین غربی کردند.[۱۰] همچنین باور بر این است که در ۲ ماه مه ۱۹۴۵ هنگامی که مارتین بورمان درگذشت بنا بر داستان آرتور آکسمان که شاهد مرگ بورمان در نزدیکی ایستگاه راه‌آهن لهتر در برلین بود که بعد از مقابله با یک گشت ارتش سرخ شوروی کشته شد. بهتر بهنهوف همان جایی است که در سال ۱۹۹۸ با تست DNA بقایایی از بورمان که در ۷ دسامبر ۱۹۷۲ پیدا شده بود، تأیید شد.
تسلیم نیروهای آلمانی در شمال غرب آلمان و دانمارک و هلند: در ۴ مه ۱۹۴۵ فیلد مارشال بریتانیایی برنارد لاو مونت‌گومری تسلیم بی‌قید و شرط نظامی هانس-گئورگ فن فریدبورگ و ژنرال ابهارد کینزل از همه نیروهای آلمانی «در هلند در شمال غربی آلمان از جمله جزایر فریزی و هولگولند و تمام جزایر دیگر در شولیگ-هولشتاین و در دانمارک… به همراه تمام کشتی‌های نیروی دریایی در این مناطق را در لونبورگ پذیرفت» در تیلوبرگ در لونبرگ هیث؛ منطقه بین شهرهای هامبورگهای هانوفر و برمن. تعداد نیروهای زمینی، دریایی، و هوایی آلمانی تسلیم شده در این مناطق به ۱۰۰۰۰۰۰ می‌رسید.
در ۵ مه ۱۹۴۵ میلادی، گراند آدمیرال دونیتز دستور توقف عملیات خصومت‌بار را به تمامی یوبوت داد و از آن‌ها خواست به پایگاه خود بازگردند.
در ساعت ۱۶:۰۰ عمومی یوهانس بلاسکوویتس فرمانده کل قوا در هلند به ژنرال کانادایی چارلز فاکس در شهر واخنینگن هلند در حضور پرنس برنهارد (که به عنوان فرمانده هلندی نیروهای داخلی) خود را تسلیم کرد.
تسلیم نیروهای آلمانی در بایرن: در ساعت ۱۴:۳۰ تاریخ ۴ ماه مه ۱۹۴۵ ژنرال هرمان فوتریش تمامی نیروهای بین کوه غیرمتعارف و رود این به آمریکایی ژنرال جاکوب ال دورس فرمانده آمریکایی 6th ارتش تسلیم کرد.

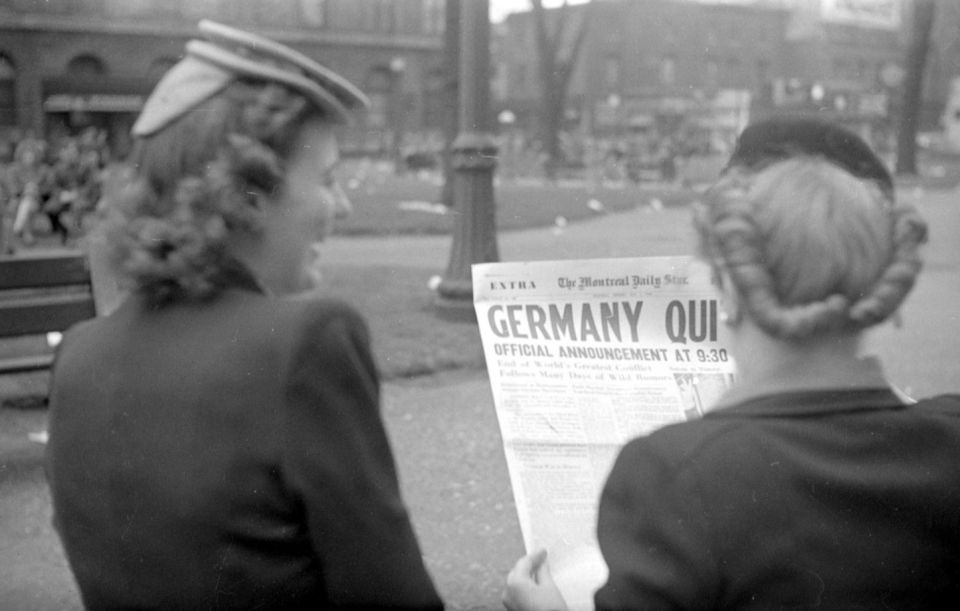
صفحه اول مونترال دیلی استار که تسلیم آلمان را اعلام می‌کند.

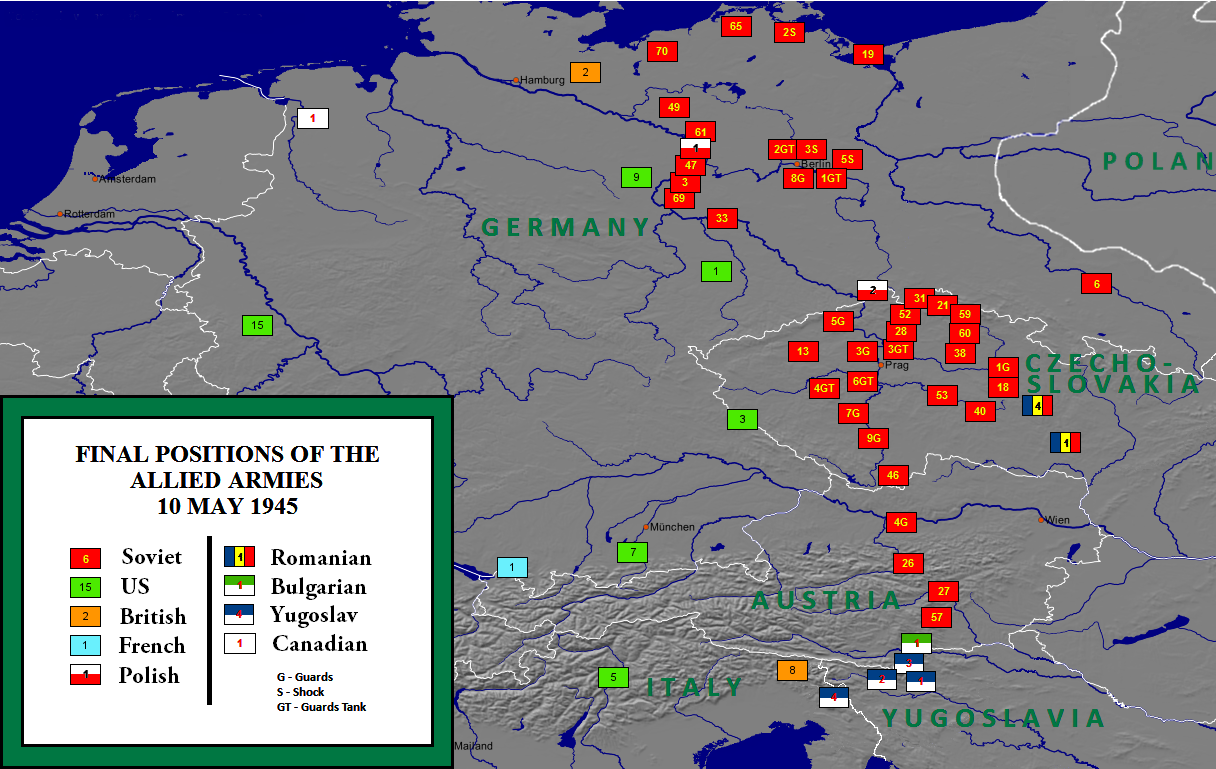
مواضع نهایی متفقین، ماه مه ۱۹۴۵

اروپا مرکزی: در ۵ مه ۱۹۴۵ نیروهای مقاومت چک شورش پراگ را آغاز نمودند. روز بعد، شوروی نبرد پراگ را آغاز نمود. در شهر درسدن، مارتین موچمان اعلام کرد: عملیات بزرگ اروپای شرقی در حال آغاز است. در عرض دو روز موچمان شهر را ترک کرد ولی توسط نیروهای شوروی هنگامی که سعی در فرار داشت دستگیر شد.
تسلیم هرمان گورینگ: در ۶ ماه مه ۱۹۴۵، هرمان گورینگ به همراه همسر و دخترش در مرز آلمان-اتریش تسلیم کارل اندرو اسپاتز، فرمانده عملیاتی ایالات متحده در اروپا، شد. هرمان گورینگ در آن زمان قدرتمندترین فرد رسمی آلمان نازی بود که در قید حیات بود.
تسلیم نیروهای آلمانی در برسلائو: در ساعت ۱۸:۰۰ روز ۶ مه ۱۹۴۵ میلادی، ژنرال هرمان نیهوف فرمانده برسلائو، که برای ماه‌ها محاصره شده بود، خود را تسلیم نیروهای شوروی کرد.
تسلیم نیروهای آلمانی در جزایر کانال: در ساعت ۱۰:۰۰ روز ۸ مه ۱۹۴۵ میلادی، کانال نشینان توسط مقامات آلمانی مطلع شدند که جنگ خاتمه یافته‌است. نخست‌وزیر بریتانیا وینستون چرچیل در یک برنامه رادیویی که در ساعت ۱۵:۰۰ پخش شد اعلام کرد: «خصومت‌ها به پایان خواهد رسید و به‌طور رسمی در یک دقیقه پس از نیمه شب امشب اما در منافع صرفه جویی در زندگی 'آتش‌بس' آغاز شد و دیروز به صدا در تمام طول جبهه و عزیز ما جزایر کانال نیز برای آزاد شود امروز.»

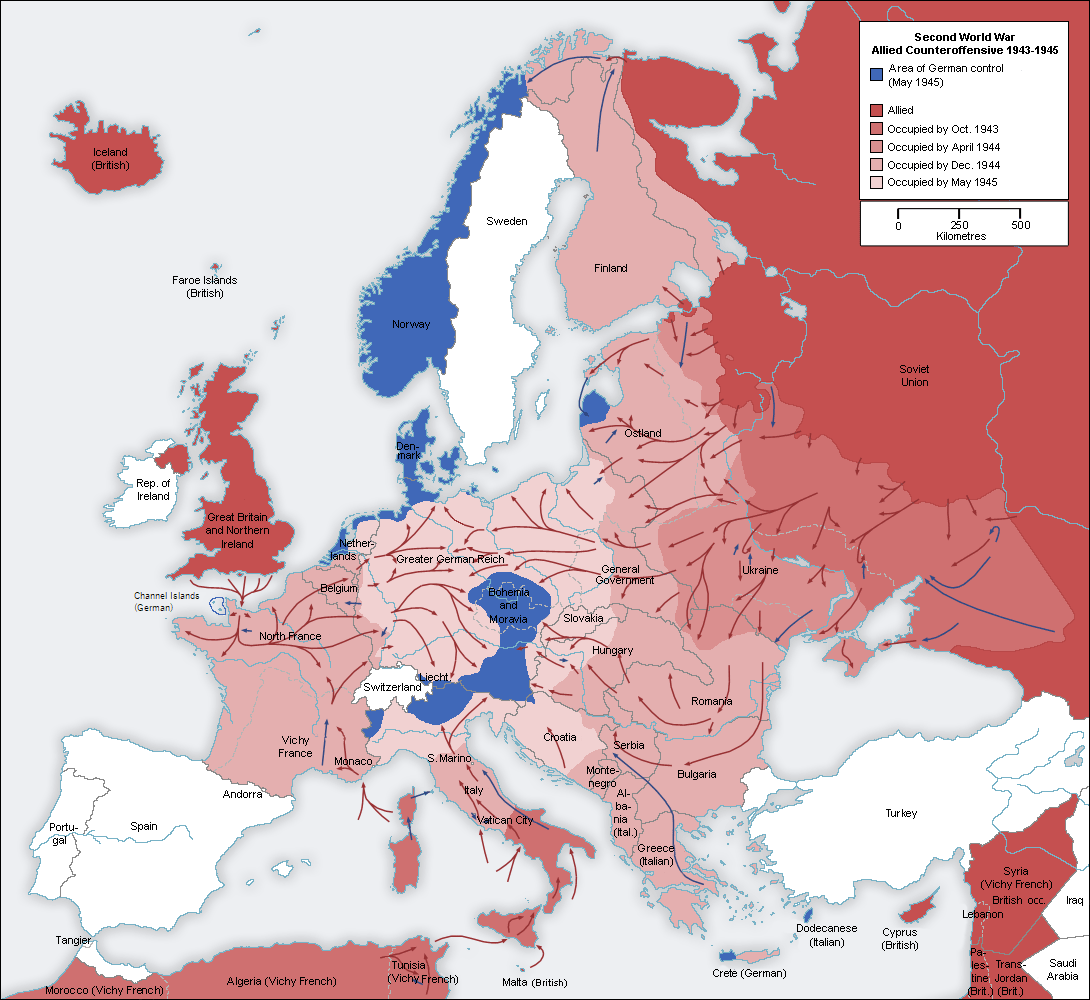
مناطق تحت کنترل محور در اروپا در انتهای جنگ به رنگ خاکستری نشان اده‌شده‌اند.

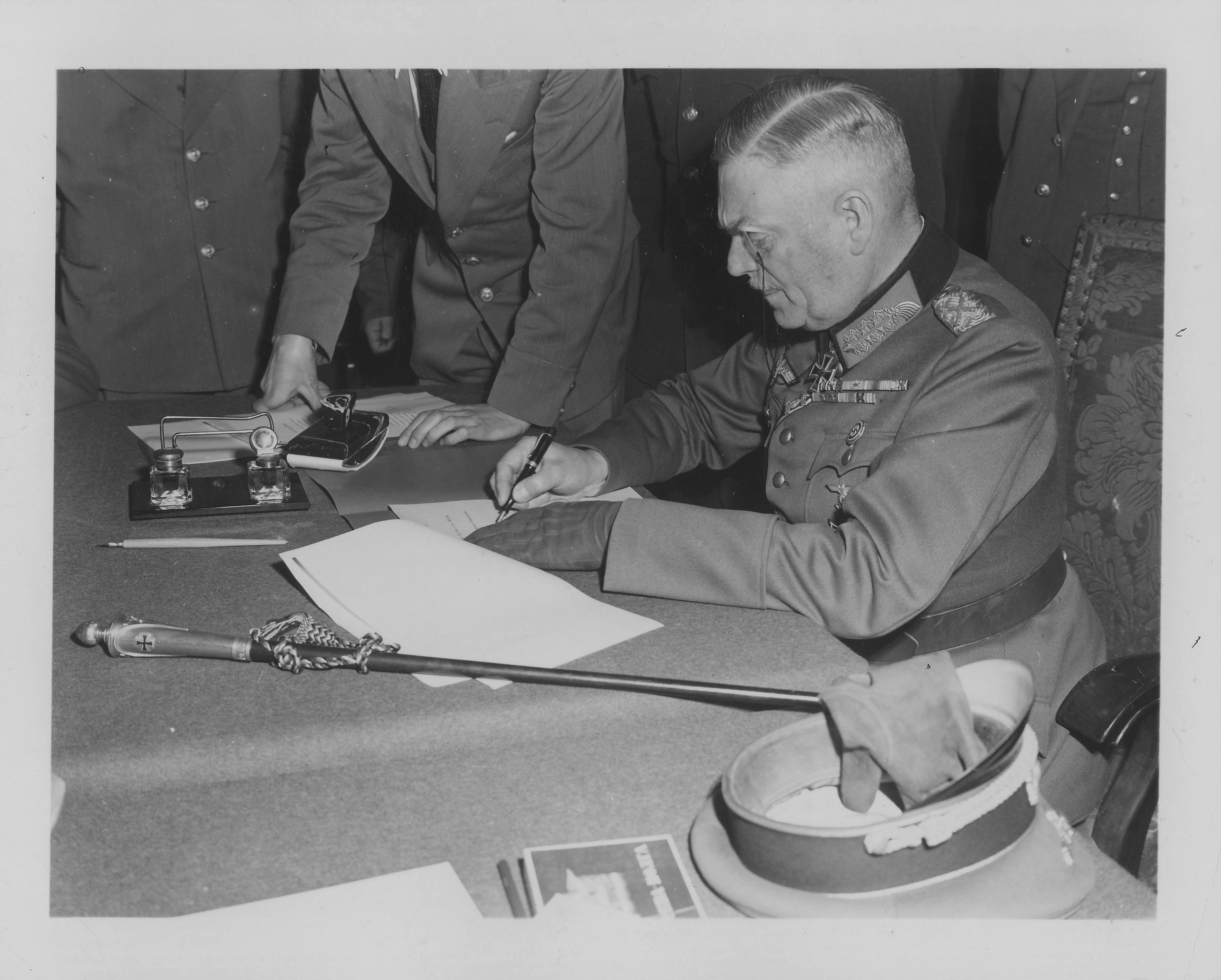
کیتل، شرایط تسلیم را امضا می‌کند. ۷ مه ۱۹۴۵ برلین.

تسلیم بی قید و شرط تمام نیروهای آلمانی توسط یودل و کیتل: سی دقیقه پس از سقوط "Festung Breslau" (قلعه برسلا) ژنرال آلفرد یودل وارد ریمز شد و دستورالعمل دنیتز را مبنی بر تسلیم تمامی نیروهای رزمی به متحدان غربی را ارائه کرد. این دقیقاً همان مذاکره موقعیت که فون فریدبورگ تا به حال در ابتدا ساخته شده به مونتگمری و مانند مونتگمری عالی متفقین فرمانده کل دوایت آیزنهاور، تهدید به قطع تمام مذاکرات مگر اینکه آلمانی‌ها تن به توافق کامل و تسلیم بی‌قید و شرط دهند.#cite_note-FOOTNOTEZiemke1969130-21 آیزنهاور به صراحت به یودل گفت که او خطوط غرب را بر روی آلمانی‌های خواهد بست که در نتیجه آن‌ها را وادار به تسلیم شدن به شوروی خواهند شد.#cite_note-FOOTNOTEZiemke1969130-21 یودل سیگنالی را به دونیتز ارسال کرد که در آن زمان در فلنسبورگ بود تا او را از نظر آیزنهاور مطلع کند. کوتاه مدتی دونیتز با ارسال سیگنالی به یودل اجازه تسلیم کامل همه نیروهای آلمانی را صادر نمود.#cite_note-FOOTNOTEZiemke1969130-21
در ۰۲:۴۱ در صبح روز ۷ مه ۱۹۴۵ در SHAEF ستاد در ریمز فرانسه، رئیس-کارکنان نیروهای مسلح آلمان، ژنرال آلفرد یودل اسناد و مدارک تسلیم بدون قید و شرط تمامی نیروهای آلمانی به متفقین را امضا کرد. در ۷ مه ژنرال فرانتس بومه اسناد تسلیم بی‌قید و شرط سربازان آلمانی در نروژ را امضا نمود؛ که شامل عبارت "همه نیروهای تحت کنترل آلمان برای توقف عملیات فعال در ۲۳۰۱ ساعت زمان اروپای مرکزی در ۸ مه ۱۹۴۵." بعد فیلد مارشال ویلهلم کایتل و دیگر نماینده OKW در سفر به برلین قبل از نیمه شب امضا مشابه سند به صراحت تسلیم شدن به نیروهای شوروی در حضور کلی گئورگی ژوکوف امضا نمود.[22] این مراسم در محل سابق مدرسه مهندسی ارتش در منطقه برلین از کارلسهورتز برلین انجام شد؛ در حال حاضر این محل موزه آلمانی-روسی موزه برلین-کارلسهورتز را در خود جای داده‌است.

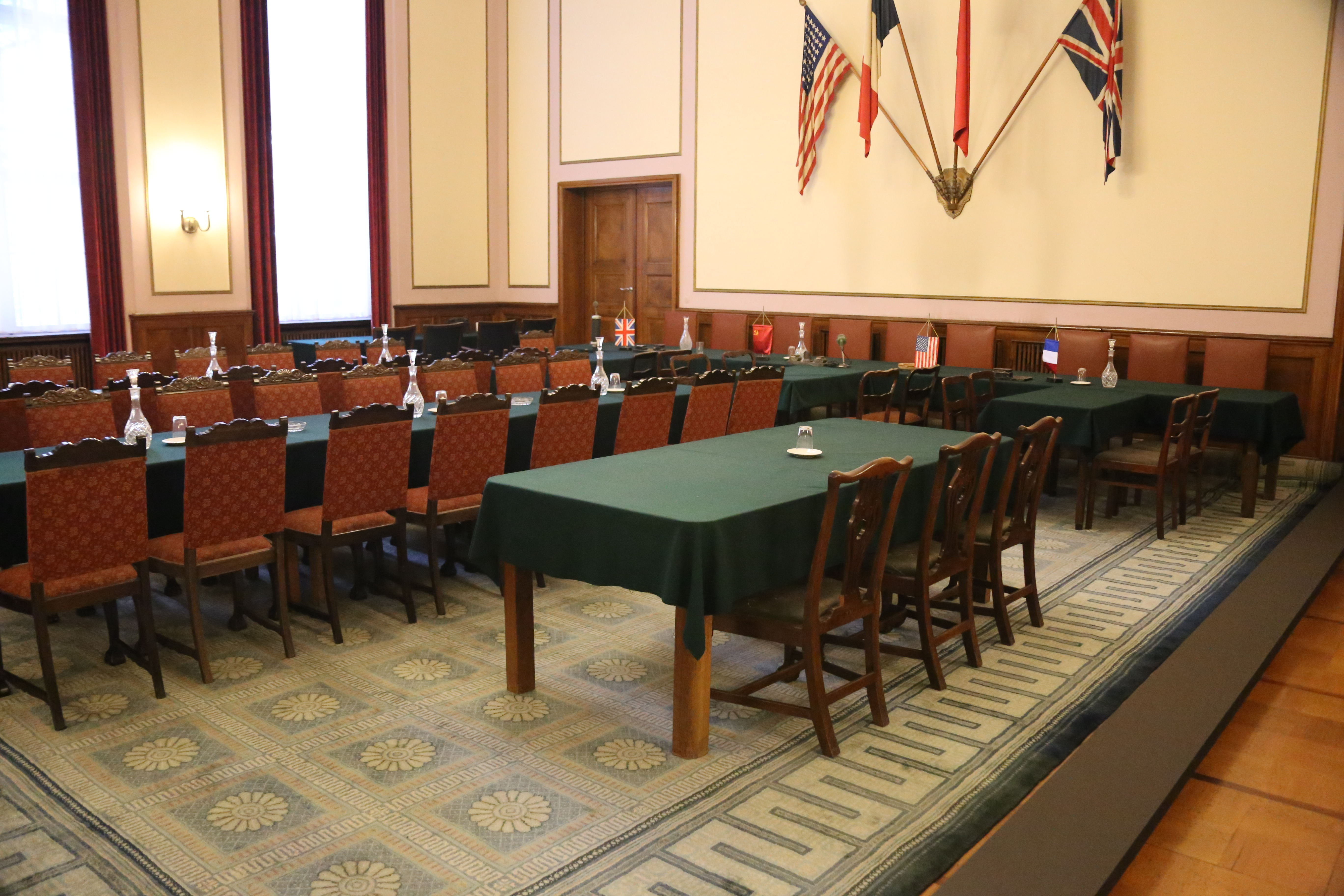
چیدمان اصلی برای دومین امضای آتش‌بس در کارلزروس (این مکان در حال حاضر آلمانی-روسی موزه می‌باشد).

روز وی: خبر قریب‌الوقوع تسلیم آلمان در جبهه‌های غربی، در ۸ ماه مه ۱۹۴۵ درز کرد و جشن سراسر اروپا را فراگرفت. آمریکایی‌ها با خبر روز V-E در ۸ مه از خواب بیدار شدند. در حالیکه اتحاد جماهیر شوروی که در شرق آلمان بود در ۹ مه به وقت مسکو بود که ارتش آلمان به‌طور مؤثر تسلیم شد. به همین دلیل در روسیه و بسیاری از دیگر کشورهای اروپایی در شرق آلمان، روز پیروزی در ۹ مه جشن گرفته می‌شود.
آتش‌بس واحدهای آلمانی: اگر چه فرماندهان نظامی بسیاری از نیروهای آلمانی از دستور تسلیم صادر شده توسط (Oberkommando der Wehrmacht (OKW)—فرماندهی عالی نیروهای مسلح آلمان) تبعیت کردند اما این شامل همه فرماندهان نمی‌شد. بزرگترین گروه مخالف، گروه مرکز ارتش آلمان تحت فرمان گراند فیلد مارشال فردیناند شورنر بود که در ۳۰ آوریل ۱۹۴۵ در آخرین وصیت‌نامه هیتلر به عنوان فرمانده اصلی ارتش ارتقا یافته‌بود… در ۸ مه ۱۹۴۵ فردیناند شورنر پست خود را ترک و به سمت اتریش گریخت. نیروهای ارتش شوروی در پراگ گروه مرکز ارتش را در ۱۱ مه ۱۹۴۵ مجبور به تسلیم کردند. نیروهای دیگری که در ۸ ماه مه تسلیم نشدند شامل است بر:
- بخش ارتش ارتش تحت فرماندهی ژنرال دیتریش فون زاوکن در هیلگنبیل و دانزینگ بیچهدز در شبه جزیره هل در ویستولا دلتا که سرانجام در ۹ مه ۱۹۴۵ تسلیم شدند. همان‌طور نیروهای مستقر در جزایر یونانی؛ پادگان آخر اطلس پاکت در فرانسه در سن-نزر با لا روشل (پس از محاصره متفقین) و لوریان.
- نبرد سیلویس، آخرین نبرد در چکسلواکی در ۱۲ مه ۱۹۴۵ میلادی بود.
- در ۱۳ مه ۱۹۴۵ میلادی، ارتش سرخ تمام تهاجمات خود در اروپا را متوقف کرد. مقاومت‌های ریز در چکسلواکی تا این تاریخ سرکوب شدند. مردم برای شنیدن سخنرانی پیروزی وینستون چرچیل در وایت هاوس جمع شدند، ۸ مه ۱۹۴۵.

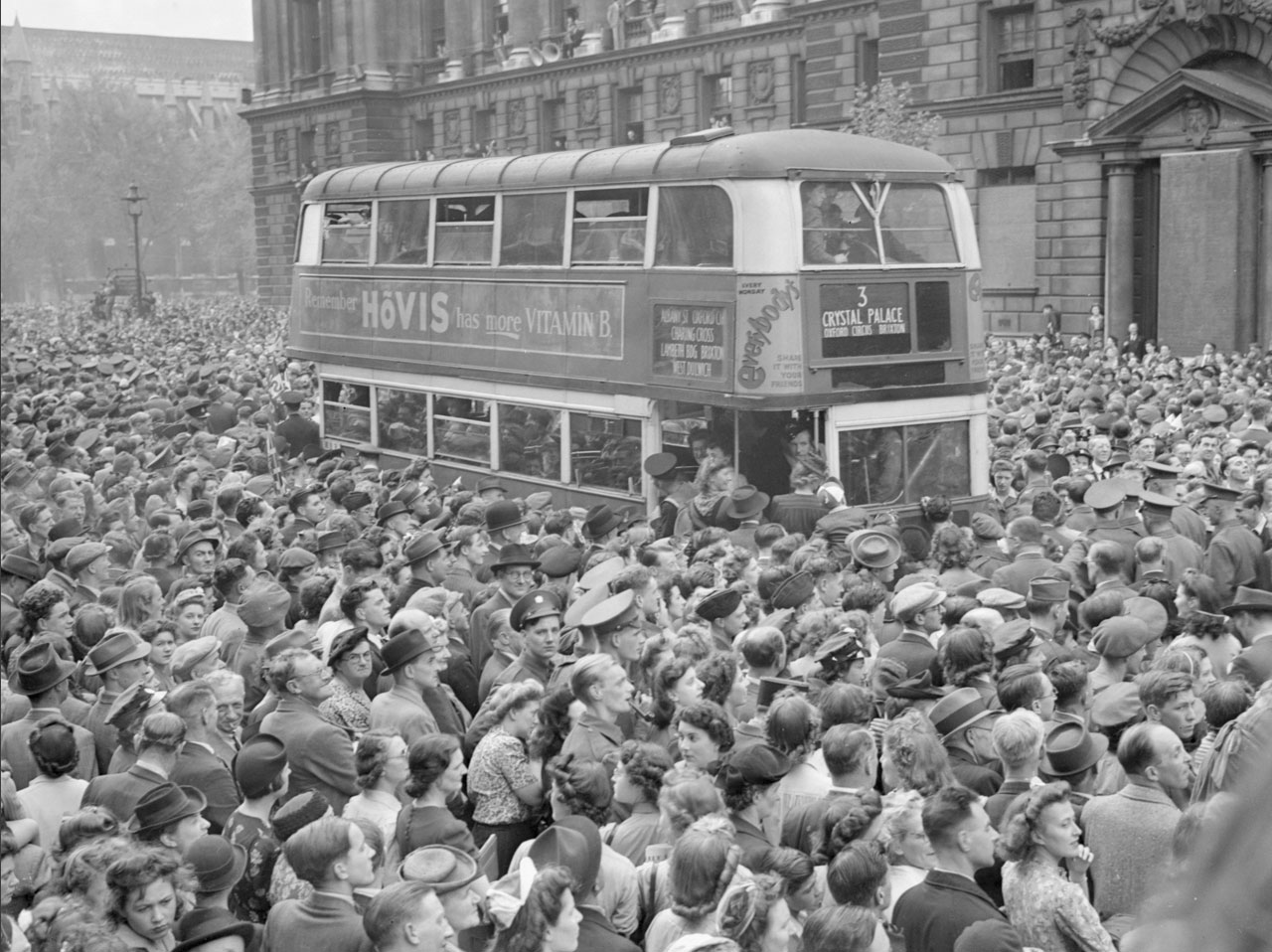
مردم برای شنیدن سخنرانی پیروزی وینستون چرچیل در وایت هاوس جمع شدند، ۸ مه ۱۹۴۵.

- این پادگان در آلدرنی، یکی از جزایر کانال اشغال شده توسط آلمان‌ها در ۱۶ می یک هفته بعد از پادگان در جزایر دیگر کانال است که در ۹ مه تسلیم شده بودند تسلیم شد.
- به گرجستان قیام تسل (۵ آوریل – ۲۰ مه) آخرین میدان جنگ اروپایی در جنگ جهانی دوم است. این را جنگ بین نازی‌های همدست گرجستان نازی واحدهای ارتش در تسل علیه اشغالگران آلمانی که هلندی جزیره است.
- یکی دیگر از مداخلات نظامی صورت گرفت در یوگسلاوی (امروز اسلوونی) در ۱۴ و ۱۵ مه با عنوان نبرد پواجانا انجام شد.
- یک گروه کوچک از سربازان آلمانی مستقر در جزیره خرس در عملیات هادژن به ایجاد و مرد در یک ایستگاه وجود دارد از دست داده و ارتباط رادیویی در ماه مه ۱۹۴۵، آن‌ها در ۴ سپتامبر دو روز پس از تسلیم ژاپن تسلیم شکارچیان سیل نروژی شکارچیان شدند.

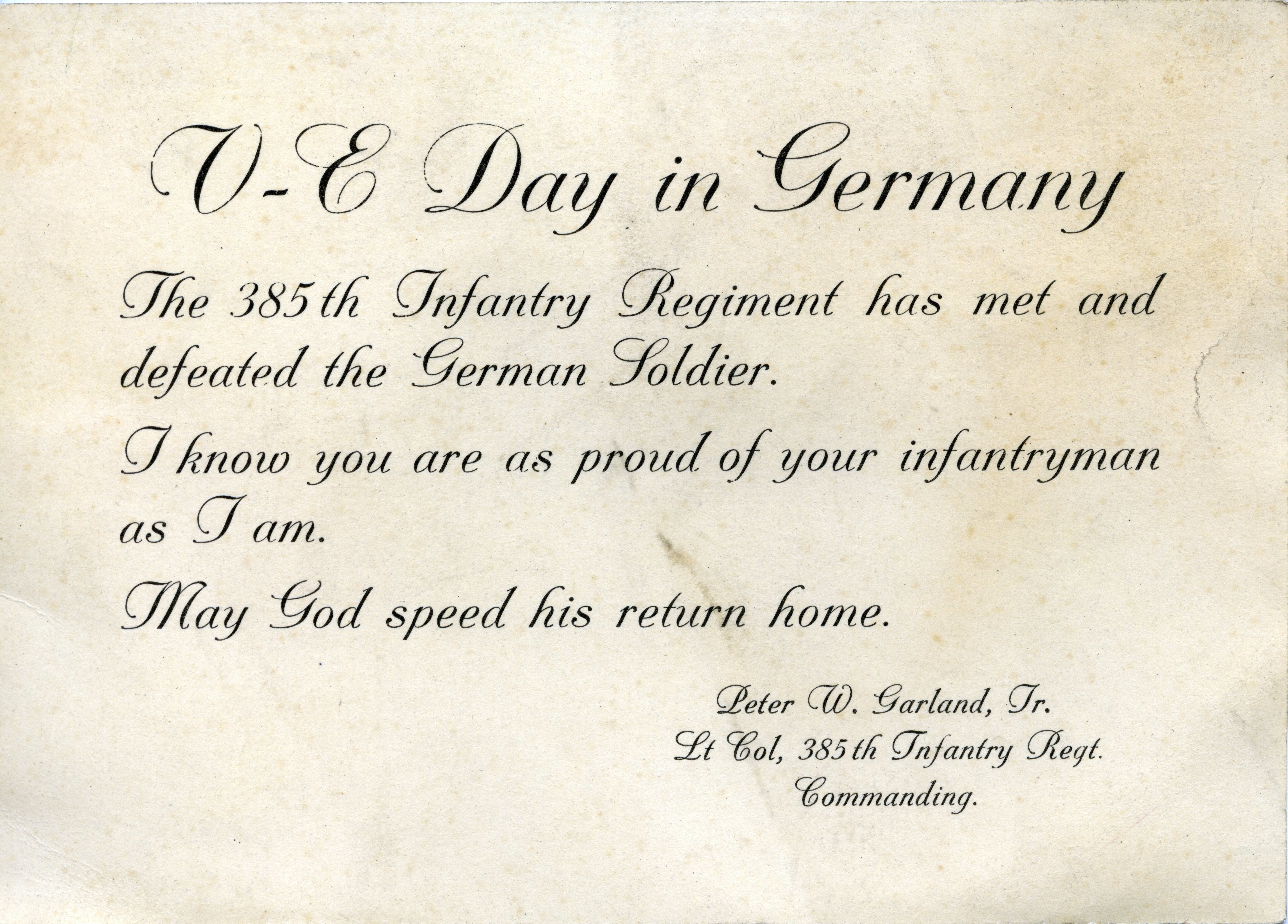
اعلامیه‌ای که به خانه خانواده‌های GIs در پایان جنگ فرستاده شد.

دولت دونیتز به دستور آیزنهاور منحل شد: کارل دونیتز به کار خود چنان ادامه می‌داد که گویا او رهبر کشور آلمان است اما دولت فلنسبورگ (نامگذاری آن به دلیل واقع شدن آن در فلنسبورگ در شمال آلمان بود. او که کنترل تنها یک منطقه کوچک در اطراف شهر را در دست داشت) توسط متفقین به رسمیت شناخته نمی‌شد. در ۱۲ مه ۱۹۴۵ متفقین رابط تیم وارد در فلنسبورگ و در زمان چهارم سرنشین کشتی مسافربری پطریا. این افسران رابط و عالی متفقین ستاد به زودی متوجه شدم که آن‌ها تا به حال هیچ نیاز به عمل از طریق فلنسبورگ دولت و اعضای آن باید دستگیر شوند. در ۲۳ مه ۱۹۴۵ میلادی، اقدام در SHAEF سفارش‌ها و با تصویب شوروی آمریکایی سرلشکر روک احضار دونیتز روی پطریا و ابلاغ به او که او و همه اعضای دولت او تحت بازداشت هستند. متفقین مشکل داشتند چرا که آن‌ها متوجه شدم که اگر چه نیروهای مسلح آلمان تا به حال تسلیم بدون قید و شرط SHAEF تا به حال موفق به استفاده از سند ایجاد شده توسط «اروپا مشورتی کمیسیون» (EAC) و غیره وجود داشته‌است هیچ رسمی تسلیم شدن توسط غیرنظامی دولت آلمان است. این در نظر گرفته شد یک مسئله بسیار مهم است چرا که فقط به عنوان غیرنظامی اما نه نظامی تسلیم در سال ۱۹۱۸ شده توسط هیتلر برای ایجاد «چاقو در پشت» استدلال متفقین نمی‌خواهید به هر آینده خصمانه، رژیم حقوقی استدلال برای احیای یک نزاع.
اعلامیه شکست آلمان و ایجاد اختیار عای توسط قوای متفقین در ۵ ژوئن ۱۹۴۵ به امضا رسید. این اعلامیه شامل موارد زیر است:

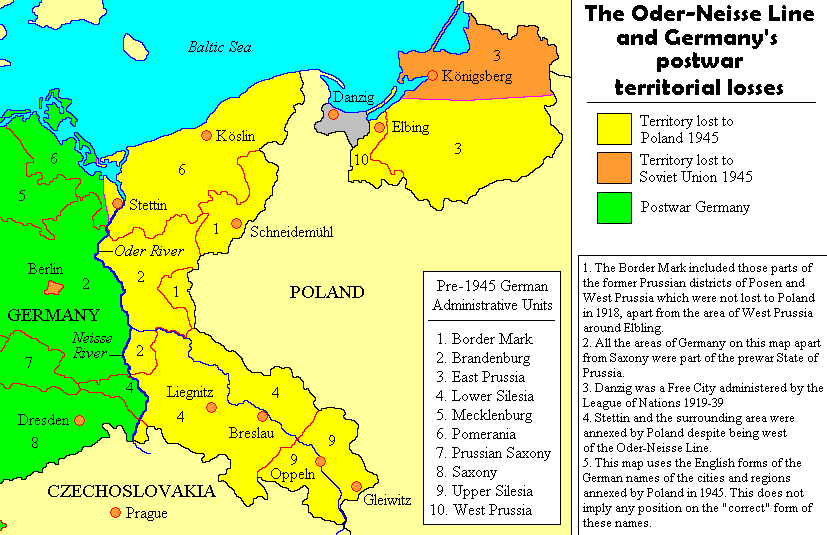
خط اودر-نیس

هنوز مورد مناقشه است که آیا این فرض از قدرت تشکیل debellation—پایان جنگ ناشی از نابودی کامل خصمانه دولت است.[lower-alpha 2]
توافق پوتسدام در ۱۲ اوت ۱۹۴۵ امضا شد. در ارتباط با همین رهبران متفقین برنامه‌ریزی جدیدی برای دولت پس از جنگ آلمان، باز قرارگیری مرزها، اسکان جنگ قلمرو مرزهای عملاً ضمیمه یک ربع قبل از جنگ آلمان واقع در شرق مرز اودر-نایسه موظف و سازمان اخراج میلیون‌ها نفر از آلمانی‌ها که در سرزمین‌ها ضمیمه شده و نقاطی در شرق باقی‌مانده بودند داده شد. آن‌ها همچنین دستور به نظامی زدایی، نازی‌زدایی، خلع سلاح صنعتی، و غرامت جنگ دادند.

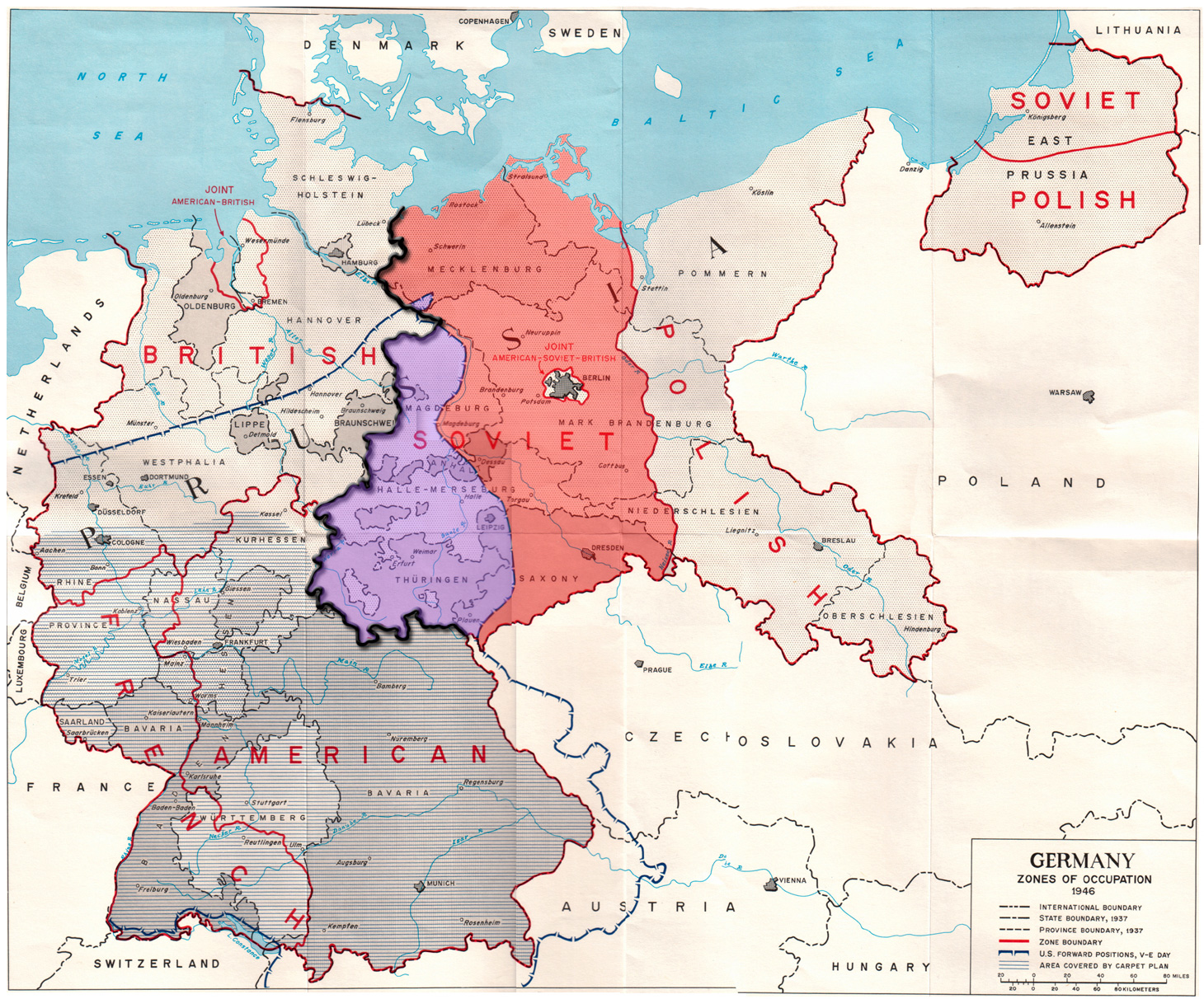
مناطق تحت اشغال متفقین در آلمان پس از جنگ: اتحاد جماهیر شوروی در منطقه (قرمز)، خط مرزی درونی آلمان (خط سیاه ضخیم) و مناطقی که نیروهای انگلیسی و آمریکایی در ماه ژوئیه سال ۱۹۴۵ عقب‌نشینی کردند (بنفش). مرزهای استانی بر پایه مرزهایی است که از قبل از نازی‌ها در وایمار آلمان توسط Länder ترسیم شده‌بودند.

شورای کنترل متفقین بریا اثر بخشی تفوق متحدین بر آلمان و به ویژه برای ئیائه‌سازی برتری مشترک بر آلمان ایجاد شد. در ۳۰ اوت، شورای کنترل تشکیل خود را با صدور اولین بیانیه مبنی بر موجودیت شورا به اطلاع مردم آلمان رسید و اظهار داشت که دستورها و احکام صادر شده توسط فرماندهان ارشد در مناطق مربوطه متأثر از ایجاد این شورا است.
توقف خصومت بین ایالات متحده و آلمان در ۱۳ دسامبر سال ۱۹۴۶ توسط رئیس‌جمهور آمریکا ترومن اعلام شد.
کنفرانس صلح پاریس در ۱۰ فوریه سال ۱۹۴۷ با امضای معاهدات صلح بین متفقین زمان جنگ با متحدین جزیی اروپایی (ایتالیا، رومانی، مجارستان، بلغارستان، و فنلاند) به پایان رسید.
جمهوری فدرال آلمان که در ۲۳ مه ۱۹۴۹ (زمانی که قانون اساسی اعلام شد) تشکیل شده بود در ۲۰ سپتامبر ۱۹۴۹ میلادی اولین دولت خود را تشکیل داد. جمهوری دموکراتیک آلمان در ۷ اکتبر تشکیل شد.
پایان حالت جنگ با آلمان توسط بسیاری متفقین متحدان غربی سابق در سال ۱۹۵۰ اعلام شد. در پترسبرگ توافق از ۲۲ نوامبر سال ۱۹۴۹ آن اشاره شد است آلمان غربی خواهان پایان دادن به حالت جنگی اما این درخواست نمی‌تواند اجابت شود. آمریکا حالت جنگ با آلمان را به دلایل حقوقی نگاه داشت ولی آن را تا حدود زیادی منعطف ساخت «ایالات متحده می‌خواست برای حفظ یک مبنای قانونی برای نگه داشتن نیروهای آمریکایی در آلمان غربی توجیهی داشته‌باشد».
در نشست وزرای خارجه فرانسه و انگلستان و آمریکا در نیویورک از ۱۲ سپتامبر – ۱۹ دسامبر سال ۱۹۵۰ اعلام شد که در میان دیگر اقدامات برای تقویت موقعیت آلمان غربی در جنگ سرد متحدان غربی پایان حالت جنگی را با آلمان غربی اعلام می‌کنند". در سال ۱۹۵۱ بسیاری از توافقات انجام پایان دولت خود را از جنگ با آلمان: استرالیا (۹ ژوئیه), کانادا، ایتالیا، نیوزیلند، هلند (۲۶ ژوئیه) و آفریقای جنوبی و انگلستان (۹ ژوئیه) و ایالات متحده (۱۹ اکتبر). حالت جنگ بین آلمان و اتحاد جماهیر شوروی در اوایل سال ۱۹۵۵ به پایان رسید.
اختیار کامل یک دولت مستقل در ۵ ماه مه ۱۹۵۵ به جمهوری فدرال آلمان تحت شرایط کنوانسیون بن-پاریس اعطا شد. این پیمان اشغال نظامی آلمان غربی را پایان داد ولی سه قدرت اشغالگر حفظ برخی از حقوق خاص را همانند vis-à-vis در برلین غربی را حفظ کردند.
معاهده حل و فصل نهایی با توجه به آلمان: تحت شرایط این پیمان صلح چهار قدرت تمام حقوقی را که قبلاً در آلمان و از جمله در برلین داشتند واگذار نمودند. در نتیجه آلمان در ۱۵ مارس ۱۹۹۱ به‌طور کامل مستقل شد. تحت شرایط پیمان به متفقین اجازه داده شد نا پایان ۱۹۹۴ نیروهای خود را در برلین حفظ کنند (مقالات ۴ و ۵). مطابق با معاهده نیروهای اشغال‌کننده تا مهلت مقرر تخلیه شدند. با این حال آلمان با توجه به بندهای ۵۳ و ۱۰۷ منشور سازمان ملل متحد از زمان جنگ بدون حمایت باقی ماند.

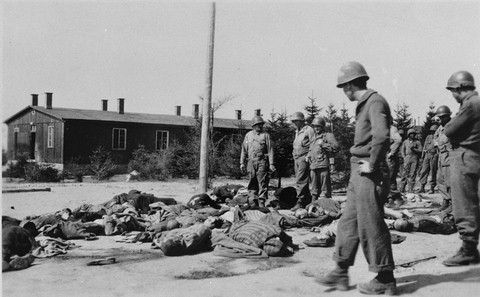
سربازان آمریکایی اجساد زندانیانی که در طول جاده پراکنده شده‌اند را تماشا می‌کنند. امتداد جاده‌ای در اردوگاه کار اجباری تازه آزاد شده اردروف.